# Raßberg (Hauzenberg)
Raßberg ist ein Gemeindeteil der Stadt Hauzenberg und eine Gemarkung im niederbayerischen Landkreis Passau. Das Dorf liegt etwa sechs Kilometer westlich von Hauzenberg an einer Abzweigung der Staatsstraße 2128.

## Geschichte
Ein Burgstall bei Raßberg weist auf die alte Besiedelung der Gegend hin. Die Landgemeinde Raßberg wurde 1818 durch das bayerische Gemeindeedikt begründet. Sie umfasste neben Raßberg die Orte Wolkar (den Gemeindesitz), Anetzbergerhof, Brand, Eitzingerreut, Hunaberg, Leitenmühle, Lichtenau, Nottau, Oberkümmering und Steinhofmühle. Am 1. Juli 1972 wurden zusammen mit der Eingliederung des Landkreises Wegscheid in den Landkreis Passau die Gemeinden Oberdiendorf und Raßberg nach Hauzenberg eingegliedert. Nur Hartingerhof und Manzenberg kamen zu Büchlberg.